# Svenö naturreservat
Svenö är en ö och ett naturreservat i Karlskrona kommun i Blekinge län.
Reservatet är skyddat sedan 1975 och omfattar 88 hektar varav land 24 hektar. Det är beläget sydöst om Karlskrona i skärgården.

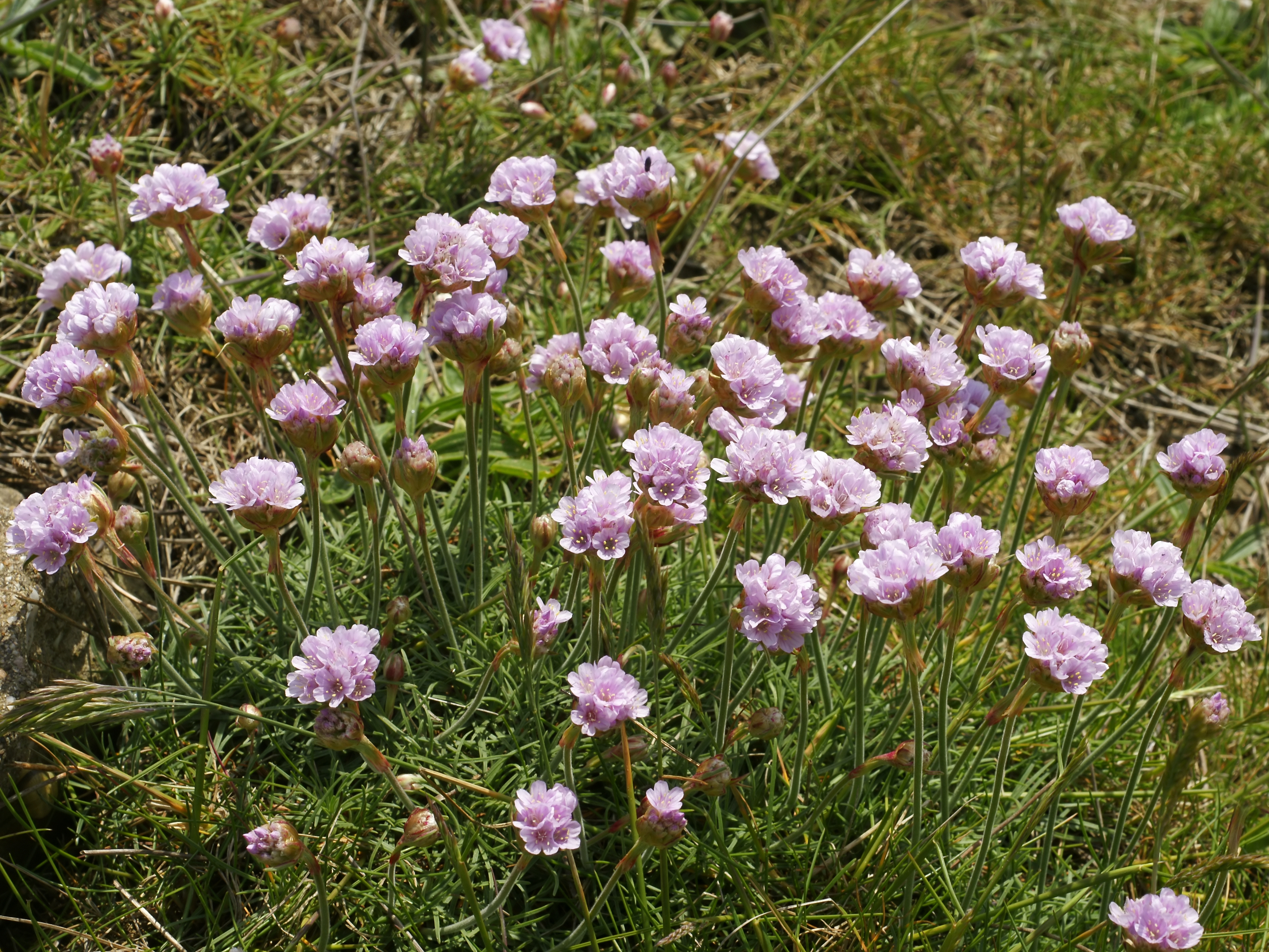
Trift

Ön karakteriseras av grunda sprickdalar omgivna av bergsryggar i ett nästan trädfritt landskap. Där finns hällmarker, torra gräshedar, fuktiga gräsmarker med täta buskage av en, slån, hagtorn och nypon. Ön betas för att bevara de öppna markerna. Västsidan kantas av
strandängar medan östsidan domineras av klippor. Ön kan enbart nås med båt.
Gul fetknopp, trift, tjärblomster och brudbröd är växter som bidrar till sommarens färgprakt på Svenö. På de betade strandängarna ses olika vadare som strandskata och rödbena. I buskagen kan man få se och höra hämpling, törnsångare, ärtsångare, gulsparv, och grönfink.
Naturreservatet ingår i EU:s ekologiska nätverk, Natura 2000.